# Eyecatch
 (novembre 2015).
- Si vous ne connaissez pas le sujet, laissez ce bandeau (vous pouvez alors contacter les auteurs).
- Si vous supprimez le contenu mis en cause (vous pouvez préalablement contacter les auteurs),

argumentez précisément cette suppression dans la page de discussion
(un manque de référence n'est pas un argument ; une recherche réelle de référence doit avoir été effectuée, être formellement documentée).
 (octobre 2009).
Si vous disposez d'ouvrages ou d'articles de référence ou si vous connaissez des sites web de qualité traitant du thème abordé ici, merci de compléter l'article en donnant les références utiles à sa vérifiabilité et en les liant à la section « Notes et références ».

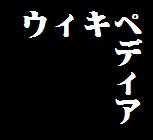
Image liée à un eyecatch, courte scène ou ilmlustration utilisée au début et à la fin d'une coupure publicitaire dans un programme japonais, plus particulièrement Anime et les tokusatsu télévisuels.

Un eyecatch (アイキャッチ, aikyatchi) est une courte scène ou une illustration figée utilisée au début et à la fin d'une coupure publicitaire dans un programme japonais, plus particulièrement les anime et les tokusatsu télévisuels. Typiques de ces genres, ils apparaissent en Europe en plein milieu des épisodes, n'étant pas coupés (à l'instar des éditions web des séries), et constituent une sorte de pause préservant le suspense, par exemple. Ils sont considérés comme faisant partie intégrante du programme, et durent entre 2 et 5 secondes. Ils peuvent varier d'un épisode à l'autre, et être assez élaborés pour retenir l'attention du spectateur, lui donner des visions inhabituelles des personnages, ou tout simplement lui rappeler quel anime il regarde. C'est le crédo des anime adultes : le logo de la série, sa dénomination, le tout sur fond noir sobre et sans effet supplémentaire, tandis que les œuvres pour enfant et adolescents travaillent davantage l'aspect commercial et accrocheur de l'eyecatch.

## Types d'eyecatchs
La majorité des anime se contentent d'un seul eyecatch par épisode, mais on note quelques exceptions : Rec ou Pani poni dash! présentent environ cinq eyecatch par épisode, ce qui est énorme. La plupart des programmes utilisent le même eyecatch au fil du temps et dans chaque épisode de 20 minutes (en général). Toutefois, certains anime les changent régulièrement, les mettant en rapport avec les personnages de l'épisode en cours, comme dans Super Sentai, où l'eyecatch est fait en fonction des héros sur lesquels l'action est basée. En revanche, La mélancolie de Haruhi Suzumiya adopte un seul et unique eyecatch durant toute la série. Des anime célèbres comme Fullmetal Alchemist ou Elfen lied n'ont pas de telles coupures, et privilégient la continuité. On peut citer l'anime Air Gear, qui en utilisant des eyecatch humoristiques, détendent l'atmosphère et en profite pour s'adonner à des techniques comme le super déformé, rappelant les jeux vidéo.
Il faut également préciser que, à l'inverse des anime pour adultes, sérieuses et cultivant un suspense soutenu, celles destinés aux enfants présentent des eyecatch à but purement commercial. Dans Pokémon, ils ont pour fonction d'aider les spectateurs à identifier et à retenir les noms et les aspects des personnages ou des monstres. Ce eyecatch portent le nom de «Quel est ce Pokémon ? (Who's That Pokémon?)». Il s'agit de ce fait d'une forme de publicité inconsciente. Dans Magical Girl, l'eyecatch montre l'héroïne jouant avec toutes sortes de gadgets produit en même temps que l'anime par la même société. Ils sont disponibles dans le commerce dès la sortie de l'épisode, qui devient alors une plate-forme publicitaire gratuite car incluse dans la substance du programme.

## Exemples d'eyecatchs
Dans Death Note, il s'agit de la « notice » du Death Note (livre permettant de tuer n'importe qui dont le nom est connu) : 2 pages ré-expliquant ou approfondissant les règles d'usage du cahier, ainsi que d'autres informations écrite par son créateur. Le texte se substitue donc à l'image (il est rédigé, dans la version japonaise, dans les langues anglaises et japonaises). Un fond morbide et une police particulière alimentent le côté horrifique de l'anime et contribuent largement à l'ambiance générale. Il se situe exactement au milieu de l'épisode en cours.
Dans L'Attaque des Titans, il affiche des explications sur l'univers et les technologies de la série. Ces informations étant glissées entre les chapitres dans le manga, elles s'avèrent importantes dans certains cas (voir l'épisode 3 de la série).